# 松元惠
松元惠（1977年2月6日—），日本女性聲優，出生於熊本縣，目前隸屬於賢Production。

## 演出作品

### 電視動畫
- 淘气小亲亲（トシ）
- ef - a tale of melodies.（火村夕（幼年時代））
- 學園愛麗絲（心讀君）
- GAD GUARD（女）
- 食靈-零-（三途河和博）
- ガンパレード・マーチ 〜新たなる行軍歌〜（司令部2）
- KIDDY GiRL-AND（パウーク）
- 古代王者 恐龍王（泰勒·馬克斯）
- 古代王者 恐龍王 翼龍傳說（泰勒·馬克斯）
- The Soul Taker 〜魂狩〜（女子生徒A、患者）
- 琉球武士瘋雲錄（いずみ）
- SHUFFLE!（土見幼少時代）
- 雙面騎士（羅賓）
- 守護甜心!!心跳（西野奈津子）
- 救難小英雄（美波健）
- 女子高生 GIRL'S-HIGH（小柴奈緒）第12話
- 涼宮春日的憂鬱（國木田）
- 涼宮春日的憂鬱（2009年版）（國木田）
- 銀河遊俠（ユキ）
- 009-1（トニー）
- 仰望天空的少女瞳中的世界（托切）
- 灌籃少年（成田女子生徒）
- 幻龍記（サム・ンドゥール）
- 戰鬥陀螺G世代（キッズ）
- 第一神拳 New Challenger（鷹村渡）
- 暮蟬悲鳴時（富田大樹）
- 暮蟬悲鳴時解（富田大樹）
- 人間交差點（涼子先生）
- （少年B）
- 忘却的旋律（笛吹き少年）
- 格鬥龍戰士（ペペ）
- 魔術師歐菲（子供）
- 烘焙王（影子·懷特（少年））
- 正義雙俠 (2008年電視動畫)（ちあき君）
- 暗之末裔（生徒C）
- RIDEBACK（內田啜）
- 薔薇少女（柴崎一樹）
- 黑魔女學園（三條翔）

2004年
- 妄想代理人#12

2010年
- 缘之空（悠〈幼少期〉）

2013年
- Free！（七瀨遙〈小學生〉）
- 幻想玩偶（山田海洋）

2014年
- Free!-Eternal Summer-（七瀨遙〈小學生〉）
- DRAMAtical Murder 戲劇性謀殺（Nao）

2015年
- 死亡遊行（次郎）
- 小長門有希的消失（國木田）

2016年
- 卡片戰鬥!! 先導者G NEXT（淵高沙織）

2017年
- 卡片戰鬥!! 先導者GZ（淵高沙織、丹吉特）

2020年
- 暮蟬悲鳴時 業（富田大樹）
- 我立於百萬生命之上（友人、小孩）

2021年
- 暮蟬悲鳴時 卒（富田大樹）
- 我立於百萬生命之上 第2期（方言監修(熊本弁)）

2023年
- 我的英雄學院 第6期（霍克斯的母親）

### OVA
- 青之6號
- 暮蟬悲鳴時禮 賽殺篇（富田大樹）

### 電影版動畫
- 涼宮春日的消失（國木田）
- 天上人與亞克託人最後的戰鬥（托切）

### 網路動畫
- 小涼宮春日的憂鬱（國木田）

### 遊戲
2000年
2002年
2006年
- 学園アリス 〜閃亮的記憶之吻〜（心讀君）
- （JJ）

2007年
- 涼宮春日的約束（國木田）
- 暮蟬悲鳴時祭（富田大樹）

2008年
- 涼宮春日的戶惑（國木田）
- 暮蟬悲鳴時絆（富田大樹）
  - 第一卷・祟
  - 第二卷・想

2009年
- GARNET CRADLE（野野瀨實咲}}）
- 涼宮春日的並列（國木田）
- 桃華月憚 〜光風的陵王〜（護國寺鞠繪）

2010年
- GARNET CRADLE sugary sparkle（The bunny/）

2013年
- 神咒神威神樂 曙之光（壬生宗次郎[1]）

2015年
- 間接之戀V（三枝惠[2]）

### CD
- 暮蟬悲鳴時（富田大樹）

### 其他
- 涼宮春日的激奏
- 涼宮春日的弦奏
- V.S UNION（ゲストヴォーカル・虹の轍）

## 外部連結
- 松元 恵，賢Production上的資料 （日語）
- 空ノ遊庭園，松元惠的網誌 （日語）